# Delicias Turcas
Turks fruit (Delicias turcas en español) es una película neerlandesa de 1973 dirigida por Paul Verhoeven. La película es una historia de amor de un artista y una mujer joven, protagonizados por Rutger Hauer y Monique van de Ven. La historia está basada en la novela Turks fruit por Jan Wolkers.
Turks fruit es la película más exitosa del cine holandés. La película fue un éxito masivo en la taquilla holandesa; alrededor de 3 338 000 personas vieron la película, que corresponde a aproximadamente el 27% de la población de los Países Bajos en el momento. En 1973 fue nominada para un Premio Óscar a la mejor película de habla no inglesa, y en 1999 recibió el premio a la mejor película holandesa del siglo.

## Argumento
La película transcurre en Ámsterdam y cuenta la historia de amor entre Eric (Rutger Hauer), un artista bohemio, y Olga (Monique van de Ven), una bella joven de familia burguesa. Eric conoce a Olga haciendo autoestop e inmediatamente se ve atraído por ella y hacen el amor. Ellos viven juntos y se casan. Sin embargo, su relación es fuertemente resistida por la madre de Olga. Ella no aprueba al escultor bohemio, que vive pobremente de comisiones ocasionales, como una pareja adecuada para Olga. Sin embargo, Eric y Olga se casan y la familia de Olga le acepta.
Después de una serie de aventuras, Olga de repente comienza a actuar de forma extraña. En una fiesta organizada por su familia, ella coquetea con un hombre de negocios, y después de algunas discusiones con Eric, le da una bofetada y ella lo deja. Eric destroza su estudio, destruyendo violentamente todo lo que le recordaba a Olga.
Eric todavía queda obsesionado con Olga, pero la ve sólo ocasionalmente. Ella actúa cada vez más escandalosamente, a menudo en presencia de otros hombres. Su familia se niega a dejar a Eric visitarla, hasta que él dice que ha venido a arreglar un divorcio. Después de un corto tiempo Olga se va a Estados Unidos con su nuevo novio, un empresario rico mucho mayor que ella, pero pronto va mal y Olga vuelve de nuevo a los Países Bajos.
Un día Eric encuentra a Olga, vestida ostentosamente y actuando casi completamente incoherente. Ella se derrumba y es llevada al hospital, donde se le diagnostica un tumor cerebral, pero la intervención quirúrgica no pudo quitarlo todo. Se hace evidente que ella va a morir. Eric le trae delicia turca, que es lo único que ella acepta comer, ya que ella tiene miedo de que la comida más sólida le pueda romper los dientes. Poco después, ella muere.

## Reparto

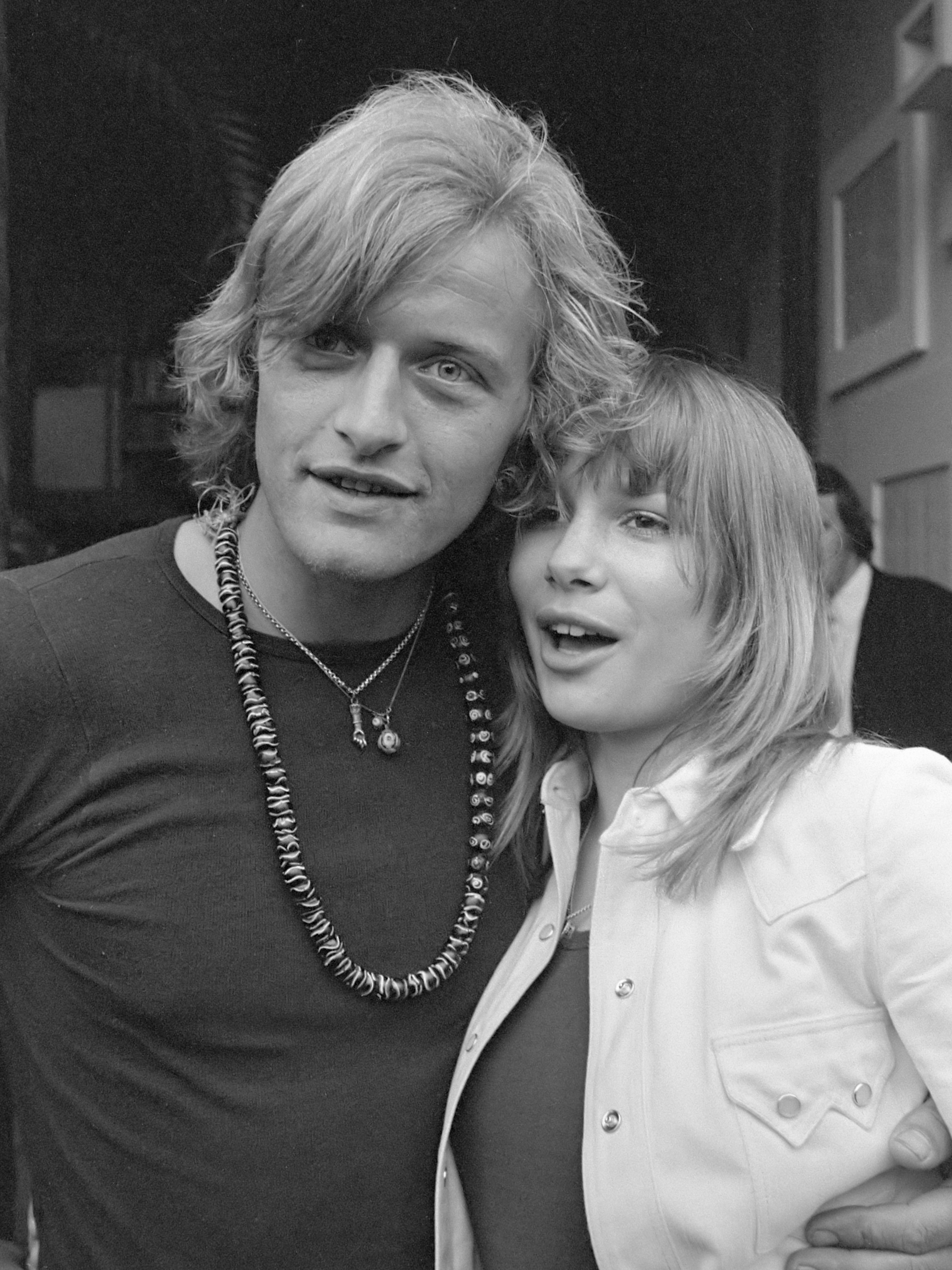
Rutger Hauer y Monique van de Ven en junio de 1972.

- Monique van de Ven como Olga Stapels.
- Rutger Hauer como Eric Vonk.
- Tonny Huurdeman como la madre de Olga.
- Wim van den Brink como el padre de Olga's father.
- Hans Boskamp como gerente de tienda.
- Dolf de Vries como Paul.
- Manfred de Graaf como Henny.
- Dick Scheffer como contador.
- Marjol Flore como Tineke.
- Bert Dijkstra como funcionario público.

## Producción
Tras el éxito de la película  Delicias holandesas  (título en español, el original en neerlandés era "Wat Zien Ik!?") (1971), el productor Rob Houwer decidió continuar su colaboración con el director Paul Verhoeven. Verhoeven compiló una adaptación del libro Turks fruit de Jan Wolkers. Houwer no veía mucha oportunidad con el libro, «pensé que era un gran libro, pero pensé que nadie nos permitiría filmarlo». Hack temía que las escenas de sexo eran demasiado explícitas, en comparación con las escenas más bien cómicas de Delicias holandesas. Sólo fue convencido de seguir cuando Gerard Soeteman se ofreció a producir el guion. Soeteman asumió esta tarea porque creía que el libro era más sobre la muerte que sobre el erotismo.
Los papeles principales eran originalmente para Willeke van Ammelrooy y Hugo Metsers, las dos más grandes estrellas de cine holandés de la época. Cuando el productor de cine Hans Kemna reunió a la aspirante actriz Monique van de Ven, él la invitó a ser una de las alrededor de cuarenta actrices que estaban realizando una audición para interpretar uno de los siete papeles femeninos en la película. Verhoeven contó después: «Las niñas todas tenían que interpretar ser folladas y luego enviadas a casa, y cuando llegué a casa persistió en mí una chica. De alguna manera, «Maldita sea», pensé, «que chica agradable, si yo me pongo de nuevo en contacto con ella, sería muy original». Me llevé una foto de ella y me senté frente a mi máquina de escribir y cuando tecleaba la estaba mirando». Van de Ven misma dijo en una entrevista en 2007 qua había sido informada de la audición por su entonces novio Roelant Radier que, sin éxito, había audicionado también. Van Ammelrooy fue informada horas después de que su participación había sido cancelada.
Durante una de las muchas escenas de prueba que ella hizo, Van de Ven tuvo que realizar una escena con Rutger Hauer, uno de los actores de prueba de cámara de la película. Verhoeven quedó tan conmovido que se convenció de que el dúo tuviera los papeles principales. Después de ver una grabación de prueba, Houwer, según Verhoeven, quedó convencido al instante. Por otra parte, le pareció «interesante» que una chica desconocida tuviera el papel principal. Houwer restó importancia a Van Ammelrooy diciendo que pedía «demasiado dinero» antes de tiempo. De Ammelrooy quería la suma entonces considerable de 50 000 florines; Van de Ven consiguió por su papel principal 6000 florines. Van de Ven no supo sino hasta el día en que fue llamada para firmar el contrato que se le había dado el papel principal. La elección fue primera página de De Telegraaf. Verhoeven dijo en una entrevista: «Fue la mejor decisión. Ella era tan interesante. Monique era tan buena».
El director de fotografía Jan de Bont sugirió que todas las escenas fueran filmadas con cámara de mano como inflexión del carácter suave de la película. Ya desde el primer día en el set Verhoeven peleó con De Bont sobre esta nueva forma de filmar: «Esto es Jan Wolkers. Esto no es Albert Mol. Esto es Jan Wolkers, esto es diferente, debe girar de manera diferente allí. Soy muy aficionado. Esa cámara debe moverse!». Esa misma noche Verhoeven fue a ver a Houwer pidiendo despedir a De Bont. Más tarde, sin embargo, reconoció que De Bont tenía razón en que su «crudo» enfoque para la película emparejaba el trabajo de cámara «desaliñado» de Verhoeven.
De acuerdo con los involucrados en la película, correr desnudo en el set, lo que pasaba regularmente por algunas escenas de sexo, «no era problema». Las escenas de hospital en la película fueron filmadas en un departamento aún no puesto en funcionamiento del hospital recientemente construido Mariastichting en Haarlem. El complejo de gran altura fue demolido en 2007. Las tomas de la inauguración de la estatua en el hospital por la Reina fueron realizadas en el complejo Woudestein de la Universidad Erasmo de Róterdam, que para la ocasión fue rebautizado al hospital Vesalio.
Después de terminado el rodaje, Houwer dio la orden a Verhoeven de cambiar el final. Para Houwers el final era demasiado «triste» y el público no estaría satisfecho. De acuerdo con Verhoeven, esto dio lugar a una crisis, y todos los miembros del equipo de filmación estuvieron en contra de esa orden. Sólo «después de horas de conversación» Houwer accedió al pedido del equipo de filmación de mantener el final.
Para promover la película, Houwer propagó el lanzamiento de fotos desnudas de los actores, pero al mismo tiempo anunciando que no iba a ser una película erótica. Van de Ven tuvo una relación con De Bont. Esta relación duró hasta 1987.

## Música
La música fue proporcionada por el compositor y director de orquesta Rogier van Otterloo; con Turks fruit debutó como compositor de música de cine. La música también contó con la armónica de Toots Thielemans. El álbum con la música (en la que Louis van Dijk hizo una contribución), se vendió bien y estuvo más de cuatro meses en las listas de álbumes. Sin embargo, Verhoeven más tarde admitió que se convirtió en su música de película menos favorita, afirmando que era un «alboroto barrido» y que «cuando lo escuché por primera vez, me sentí muy deprimido».

## Recepción

### Crítica
Los críticos reaccionaron positivamente en gran medida a la película, pero algunos se quejaron de que «las sutilezas y matices en el libro de Wolkers habían sido arrasadas bajo los efectos llamativos» de Verhoeven. En la revista Vrij Nederland, el director-productor Wim Verstappen describió Turks fruit como «una película totalmente ambigua, con una docena de momentos realmente muy bellos que sirve una gran salsa en lugar de escenas viscosas». Jan Wolkers respondió con entusiasmo y dijo reconocer mucho de sí mismo en Hauer.

### Público
Según Van de Ven, el estreno de Turks fruit fue sin una alfombra roja o promoción. Ella explicó que hubo una ovación de pie después de la primera presentación, de llanto y personas agradecidas.
Turks fruit es una de las películas más exitosas de la historia holandesa. En ese momento era una de las películas más hablados, y las personas se unieron a las filas con masas de gente al cine. Hasta la fecha es, con 3 338 000 visitantes, la película holandesa más vista de todos los tiempos. Detrás de ella, en la lista se encuentra Fanfare (1958), con 2,63 millones de visitantes.
En 1995, apareció un sello postal holandés de 80 centavos con una imagen de una escena de la película.

## Premios
En 1973 Turks fruit fue nominado a un Premio Óscar a la mejor película de habla no inglesa, el año en que La noche americana ganó el premio.
En 1999, la película recibió el premio a la mejor película holandesa del siglo por el Festival de Cine de los Países Bajos. Los otros nominados incluyeron otra película de Paul Verhoeven, Eric, oficial de la reina y la oscarizada película Carácter.